# Bibiano Fernandes
Bibiano Fernandes (Manaus, 30 de março de 1980) é um lutador brasileiro de artes marciais mistas, já competiu no K-1, DREAM, ONE FC e King of the Ring. Foi campeão Peso Pena e Galo do DREAM e é o atual campeão Peso-Galo do One FC. É o 1° brasileiro campeão do ONE FC.

## Carreira no MMA

### Começo da carreira
Fernandes enfrentou adversários de nível mundial já no começo de sua carreira no MMA. Em sua segunda luta profissional, Fernandes perdeu por interrupção médica para Urijah Faber em um evento do King of the Cage em Nevada. Após dominar os 2 primeiros minutos do round, Faber deu à volta, reverteu a posição e aplicou uma enxurrada de cotoveladas que abriram um corte profundo na sua testa. Com isso, a luta foi nomeada interrupção médica, devido ao corte. Na sua luta seguinte, Fernandes perdeu para Norifumi "Kid" Yamamoto no K-1 Hero no Japão. Após perder para Faber e Yamamoto, Fernandes venceu quatro lutas consecutivas antes de entrar para o Grand Prix de Penas do DREAM.

### DREAM
Bibiano derrotou Joe Warren e Hiroyuki Takaya no DREAM.11 para vencer o Grand Prix de Penas do DREAM e tornou-se o primeiro Campeão dos Penas do DREAM. Após derrotar Warren no primeiro round com uma chave de braço, Fernandes fez uma luta muito fechada contra Takaya, e ele venceu por decisão dividida.
Fernandes enfrentou o ex-Campeão dos Leves do DREAM Joachim Hansen em 22 de Março de 2010, no Dream 13 pela sua primeira defesa de título. Ele venceu a luta por decisão dividida. No K-1 Dynamite!! 2010, Fernandes deu uma revanche para Takaya pelo Cinturão dos Penas do DREAM. Fernandes perdeu o título após perder para Takaya por decisão unânime.
Fernandes em seguida enfrentou Takafumi Otsuka no Dream 17 nas quartas de final do Torneio de Galos. Ele venceu a luta por finalização no primeiro round. No Fight For Japan: Genki Desu Ka Omisoka 2011, ele derrotou Rodolfo Marques Diniz por decisão unânime na semi final. Na final, Fernandes derrotou Antonio Banuelos por nocaute técnico no primeiro round para vencer o Grand Prix de Galos do DREAM e tornou-se o primeiro Campeão Peso Galo do DREAM.

### Ultimate Fighting Championship
Em 4 de Junho de 2012, foi anunciado que Bibiano havia entrado para o UFC e foi brevemente colocado para enfrentar Roland Delorme em 21 de Julho de 2012 no UFC 149. Porém, Fernandes se retirou da luta, com uma lesão.
Bibiano esclareceu que houve negociações com o UFC porém um contrato nunca foi assinado.

### ONE FC
Foi anunciado que Fernades havia assinado com o ONE FC em vez do UFC.
Fernandes fez sua estréia na promoção no ONE FC: Pride of a Nation contra Gustavo Falciroli. Ele venceu a luta por decisão unânime.

### Volta ao DREAM
Fernandes enfrentou Yoshiro Maeda em 31 de Dezembro de 2012 no Dream 18. Venceu por finalização técnica (Triângulo).

### Título do ONE FC
Fernandes ganhou o título interino contra Koetsu Okazaki em 31 de Maio de 2013 no ONE FC: Rise to Power, vencendo Okazaki por decisão unânime.
Fernandes então enfrentou Soo Chul Kim valendo o Cinturão Peso Galo Unificado do ONE FC em 18 de Outubro de 2013 no ONE FC: Total Domination. Ele venceu a luta por decisão unânime.
Ele então defendeu o cinturão contra Masakatsu Ueda em 2 de Maio de 2014 no ONE FC: Rise of Heroes, vencendo-o por decisão unânime e contra Dae Hwan Kim em 5 de Dezembro de 2014 no ONE FC: Warrior's Way, vencendo por finalização (Mata Leão) no segundo round.
Bibiano defendeu seu título contra o finlandês Toni Tauru em 18 de Julho de 2015 no ONE FC: Kingdom of Warriors, vencendo-o por nocaute técnico no terceiro round.
Bibiano voltou a defender seu título em 23 de janeiro de 2016, dessa vez contra o filipino Kevin Belingon no ONE CHAMPIONSHIP 37: Dinasty Of Champions 5, vencendo-o por finalização (Kimura) aos 4:04 minutos do 1º round.
Após isso, Bibiano defendeu seu título por mais 3 vezes até que no dia 09/11/2018, no One Championship: Heart Of Lion, o brasileiro foi derrotado em uma revanche contra o filipino Kevin Belingon por decisão dividida e perdeu o cinturão Peso Galo.
Mas o brasileiro recuperou o cinturão pouco tempo depois, ao vencer Kevin Belingon no One Championship: A New Era, no dia 31/03/2019, por desclassificação (Belingon acertou Bibiano com cotoveladas na nuca, o que é ilegal).
Uma 4ª luta foi marcada entre Bibiano e Kevin Belingon, desta vez no One Championship: Century - Part 2, no dia 13/10/2019. O brasileiro venceu a luta por finalização (Mata Leão) no 2º Round mantendo assim seu título Peso Galo.

## Campeonatos e realizações

### Artes marciais mistas
- DREAM
  - Título Peso Galo do DREAM (Uma vez; Primeiro; Atual)
  - Campeão do Grand Prix do Peso Galo do DREAM de 2011
  - Título Peso Pena do DREAM (Uma vez; Primeiro)
  - Campeão do Grand Prix do Peso Pena do DREAM de 2009

### Submission grappling
- International Brazilian Jiu-Jitsu Federation (IBJJF)
  - Medalha de Bronze no Pan Americano de Jiu Jitsu de 2007 na Faixa Preta
  - Medalha de Ouro no Campeonato Mundial de Jiu Jitsu de 2006 na Faixa Preta
  - Medalha de Outo no Pan Americano de Jiu Jitsu de 2006 na Faixa Preta
  - Medalha de Ouro no Campeonato Mundial de Jiu Jitsu de 2005 na Faixa Preta
  - Medalha de Ouro no Pan Americano de Jiu Jitsu de 2005 na Faixa Preta
  - Medalha de Prata no Campeonato Mundial de Jiu Jitsu de 2004 na Faixa Preta
  - Medalha de Ouro no Pan Americano de Jiu Jitsu de 2004 na Faixa Preta
  - Medalha de Ouro no Campeonto Mundial de Jiu Jitsu de 2003 na Faixa Preta
  - Medalha de Ouro no Campeonato Brasileiro de Jiu Jitsu de 2003 na Faixa Preta
  - Medalha de Ouro no Campeonato Mundial de Jiu Jitsu de 2002 na Faixa Marrom
  - Medalha de Ouro no Campeonato Brasileiro de Jiu Jitsu de 2002 na Faixa Marrom
  - Medalha de Ouro no Brazil National Jiu-Jitsu Championship de 2001 na Faixa Roxa
  - Medalha de Bronze no Campeonato Mundial de Jiu Jitsu de 1998 na Faixa Azul
  - Medalha de Ouro no Campeonato Brasileiro de Jiu Jitsu de 1997 na Faixa Azul

## Cartel no MMA
| Cartel no MMA       |             |            |
| 29 lutas            | 24 vitórias | 5 derrotas |
| Por nocaute         | 2           | 2          |
| Por finalização     | 9           | 0          |
| Por decisão         | 12          | 3          |
| Por desqualificação | 1           | 0          |

| Res.    | Cartel | Oponente          | Método                                 | Evento                                      | Data       | Round | Tempo | Local            | Notas                                                                      |
| ------- | ------ | ----------------- | -------------------------------------- | ------------------------------------------- | ---------- | ----- | ----- | ---------------- | -------------------------------------------------------------------------- |
| Derrota | 24-5   | John Lineker      | Nocaute (soco)                         | One Championship: Lights Out                | 11/03/2022 | 2     | 3:40  | Kallang          | Defendeu o Cinturão Peso Galo do ONE FC.                                   |
| Vitória | 24-4   | Kevin Belingon    | Finalização (mata leão)                | One Championship: Century - Part 2          | 13/10/2019 | 2     | 2:16  | Tóquio           | Defendeu o Cinturão Peso Galo do ONE FC.                                   |
| Vitoria | 23-4   | Kevin Belingon    | Desclassificação (cotoveladas ilegais) | ONE Championship: A New Era                 | 31/03/2019 | 3     | 3:40  | Tóquio           | Ganhou o Cinturão Peso Galo do ONE FC.                                     |
| Derrota | 22-4   | Kevin Belingon    | Decisão (dividida)                     | ONE Championship: Heart of the Lion         | 9/11/2018  | 5     | 5:00  | Kallang          | Perdeu o Cinturão Peso Galo do ONE FC.                                     |
| Vitória | 22-3   | Martin Nguyen     | Decisão (dividida)                     | One Championship: Iron Will                 | 24/03/2018 | 5     | 5:00  | Bangkok          | Defendeu o Cinturão Peso Galo do ONE FC.                                   |
| Vitória | 21-3   | Andrew Leone      | Finalização (mata leão)                | One Championship: Kings And Conquerors      | 05/08/2017 | 1     | 1:47  | Macau            | Defendeu o Cinturão Peso Galo do ONE FC.                                   |
| Vitória | 20-3   | Recce McLaren     | Decisão (dividida)                     | ONE Championship: Age of Domination         | 02/12/2016 | 5     | 5:00  | Pasay City       | Defendeu o Cinturão Peso Galo do ONE FC.                                   |
| Vitória | 19-3   | Kevin Belingon    | Finalização (kimura)                   | ONE CHAMPIONSHIP 37                         | 23/01/2016 | 1     | 4:04  | China            | Defendeu o Cinturão Peso Galo do ONE FC.                                   |
| Vitória | 18-3   | Toni Tauru        | Nocaute Técnico (socos)                | ONE FC: Kingdom of Warriors                 | 18/07/2015 | 3     | 1:02  | Yangon           | Defendeu o Cinturão Peso Galo do ONE FC.                                   |
| Vitória | 17-3   | Daw Hwan Kim      | Finalização (mata leão)                | ONE FC: Warrior's Way                       | 05/12/2014 | 2     | 1:16  | Manila           | Defendeu o Cinturão Peso Galo do ONE FC.                                   |
| Vitória | 16-3   | Masakatsu Ueda    | Decisão (unânime)                      | ONE FC: Rise of Heroes                      | 02/05/2014 | 5     | 5:00  | Manila           | Defendeu o Cinturão Peso Galo do ONE FC.                                   |
| Vitória | 15-3   | Soo Chul Kim      | Decisão (unânime)                      | ONE FC: Total Domination                    | 18/10/2013 | 5     | 5:00  | Kallang          | Ganhou o Cinturão Cinturão Peso Galo Incontestável do ONE FC.              |
| Vitória | 14-3   | Koetsu Okazaki    | Decisão (unânime)                      | ONE FC: Rise to Power                       | 31/05/2013 | 5     | 5:00  | Pasay            | Ganhou o Cinturão Interino dos Galos do ONE FC.                            |
| Vitória | 13–3   | Yoshiro Maeda     | Finalização Técnica (triângulo)        | Dream 18                                    | 31/12/2012 | 1     | 1:46  | Tóquio           | Não válido pelo título                                                     |
| Vitória | 12-3   | Gustavo Falciroli | Decisão (unânime)                      | ONE FC: Pride of a Nation                   | 31/08/2012 | 3     | 5:00  | Manila           |                                                                            |
| Vitória | 11-3   | Antonio Banuelos  | Nocaute Técnico (socos)                | Fight For Japan: Genki Desu Ka Omisoka 2011 | 31/12/2011 | 1     | 1:21  | Saitama          | Final do GP de Galos do Dream de 2011; Ganhou o Título dos Galos do Dream. |
| Vitória | 10-3   | Rodolfo Marques   | Decisão (unânime)                      | Fight For Japan: Genki Desu Ka Omisoka 2011 | 31/12/2011 | 2     | 5:00  | Saitama          | Semifinal do GP de Galos do Dream de 2011.                                 |
| Vitória | 9-3    | Takafumi Otsuka   | Finalização Técnica (mata leão)        | Dream 17                                    | 24/09/2011 | 1     | 0:41  | Saitama          | Quartas de Final do GP de Galos do Dream de 2011.                          |
| Derrota | 8-3    | Hiroyuki Takaya   | Decisão (unânime)                      | Dynamite!! 2010                             | 31/12/2010 | 3     | 5:00  | Saitama          | Perdeu o Título dos Penas do Dream.                                        |
| Vitória | 8-2    | Joachim Hansen    | Decisão (dividida)                     | Dream 13                                    | 22/03/2010 | 2     | 5:00  | Yokohama         | Defendeu o Título dos Penas do Dream.                                      |
| Vitória | 7-2    | Hiroyuki Takaya   | Decisão (dividida)                     | Dream 11                                    | 06/10/2009 | 2     | 5:00  | Yokohama         | Final do GP de Penas do Dream de 2009; Ganhou o Título dos Penas do Dream. |
| Vitória | 6-2    | Joe Warren        | Finalização (chave de braço)           | Dream 11                                    | 06/10/2009 | 1     | 0:42  | Yokohama         | Semifinal do GP de Penas do Dream de 2009.                                 |
| Vitória | 5-2    | Masakazu Imanari  | Decisão (unânime)                      | Dream 9                                     | 26/05/2009 | 2     | 5:00  | Yokohama         | Quartas de Final do Torneio de Penas do Dream de 2009.                     |
| Vitória | 4-2    | Takafumi Otsuka   | Decisão (unânime)                      | Dream 7                                     | 08/03/2009 | 2     | 5:00  | Saitama          | Round de Abertura do GP de Penas do Dream de 2009.                         |
| Vitória | 3-2    | Len Tam           | Finalização (triângulo)                | Raw Combat: Redemption                      | 25/10/2008 | 1     | 0:58  | Calgary, Alberta |                                                                            |
| Vitória | 2-2    | Juan Barrantes    | Decisão (unânime)                      | Raw Combat: Resurrection                    | 20/06/2008 | 3     | 5:00  | Calgary, Alberta |                                                                            |
| Derrota | 1-2    | Norifumi Yamamoto | Decisão (unânime)                      | Hero's 10                                   | 17/09/2007 | 3     | 5:00  | Kanagawa         |                                                                            |
| Derrota | 1-1    | Urijah Faber      | Nocaute Técnico (interrupção médica)   | KOTC: All Stars                             | 28/10/2006 | 1     | 4:16  | Reno, Nevada     | Pelo Título dos Galos do KOTC.                                             |
| Vitória | 1-0    | Luis Figueroa     | Finalização (mata leão)                | Jungle Fight 3                              | 23/10/2004 | 1     | 0:31  | Manaus           |                                                                            |